# Miniphasma prima
Miniphasma prima is een wandelende tak uit de familie Phasmatidae. De wetenschappelijke naam van deze soort is voor het eerst voorgesteld als Microphasma prima door Oliver Zompro in een publicatie uit 1999.
De soort komt voor op Sri Lanka.